# Piskó
Piskó là một thị trấn thuộc hạt Baranya, Hungary. Thị trấn này có diện tích 11,55 km², dân số năm 2010 là 251 người, mật độ 22 người/km².